# Странка демократске Српске Семберија
Странка демократске Српске Сембрија (СДС Семберија) је парламентарна политичка странка са сједиштем у Републици Српској која је основана 18. марта 2020. у Бијељини. Оснивач странке је био Мићо Мићић, који је био и њен предсједник до децембра 2020. године, када је преминуо од посљедица пандемије ковида 19.

## Оснивање
У марту 2020. године тадашњи градоначелник Бијељине и предсједник Градског одбора Српске демократске странке Мићо Мићић искључен је из СДС-а, јер је претходно Мићић са СНСД-ом потписао коалициони споразум за заједнички наступ на локалним изборима 2020. године. Већи дио Градског одбора је напустио СДС и основао нову Странку демократске Српске Семберија. Новој странци је приступио, и постао њен секртар, и посланик у НСРС Дарко Митрић, напустивши такође СДС. 17. јуна 2021. године за новог предсденика странке изабран је Предраг Јовић. Након избора Предрага Јовића на чело странке, народни посланик Дарко Митрић напустио је странку незадовољан овом одлуком.

## Предсједници
| Име и презиме | Мандат |
| ------------- | ------ |
| Мићо Мићић    | 2020.  |
| Предраг Јовић | 2021—  |